# G Magazine
G Magazine é uma publicação brasileira (iniciada no formato físico em 1997 e com anúncio de retorno no formato digital em 2025), dedicada à abordagem de conteúdo relacionado à nudez masculina e à produção de reportagens voltadas para o público homossexual masculino, incluindo a exposição de ereções.
Sua periodicidade mensal estendeu-se por um período superior a quinze anos e, segundo dados do Instituto Verificador de Circulação (IVC), alcançou uma média de vendas de 180.000 exemplares por mês, o que corresponde a mais da metade da tiragem média da revista Playboy, avaliada em 240 mil exemplares, reafirmando-se assim como um notável sucesso dentro do segmento gay.
A revista contou com a participação de diversos artistas, atletas e celebridades que contribuíram com ensaios fotográficos, tais como Alexandre Frota, Mateus Carrieri, Roger Moreira, Vampeta, Latino, Túlio Maravilha, Victor Wagner, Théo Becker, Warren Cuccurullo, Rafael Vanucci, Rodrigo Phavanello, Henrique Alba, Márcio Duarte, Márcio Aguiar, Caio Cortez, Caetano Zonaro, Iran Gomes, Kleber Bambam Marco Mastronelli, dentre outros.
A presença desses indivíduos, cada qual com suas características e reconhecimento na mídia, acrescentou uma dimensão de notoriedade à G Magazine. A revista sempre se destacou por suas produções fotográficas cuidadosamente elaboradas, as quais buscavam retratar a sensualidade masculina de forma marcante e atraente.
Embora a revista tenha encerrado sua circulação da versão impressa em 2013, seu legado se manteve como uma relevante contribuição para o campo editorial brasileiro, demonstrando a capacidade de empreendedorismo da equipe responsável por sua publicação em identificar e atender às demandas de um público específico dentro do contexto da comunidade gay.
No final de 2024, a empresa Jetix, de Rodrigo Ipólito, adquiriu a marca G Magazine por meio de caducidade. Segundo reportagens Jetix planeja relançar a marca em 2025 como uma revista digital gratuita.

## Trajetória

### Criação e conteúdo
A revista foi fundada em 1997, por Ana Fadigas, uma empresária brasileira reconhecida por sua visão inovadora e habilidade em explorar nichos de mercado. Inicialmente, se chamava “Bananaloca”, mas como um site já havia registrado comercialmente o nome, em outubro do mesmo ano, a revista mudou o nome para “G Magazine”.  A Fractal Edições era a responsável por sua publicação e produção até fevereiro de 2008.
A revista em questão foi concebida sob a liderança da editora Ana Fadigas, e desempenhou um papel de destaque como uma aliada inabalável na defesa da causa homossexual. Além de enfocar a representação visual, a revista produzia reportagens que versavam sobre uma multiplicidade de temáticas, incluindo comportamento, moda, crônicas, notícias, saúde e a concepção do corpo sob a perspectiva intrínseca ao universo gay. As publicações apresentavam, de forma consistente, abordagens que visavam atenuar as manifestações de preconceito. Adicionalmente, uma versão online da revista, intitulada G Online, foi disponibilizada, oferecendo aos leitores a oportunidade de acompanhar o processo de produção dos ensaios fotográficos através de vídeos.

### Cachês
Na época de circulação, os cachês não eram divulgados por questões contratuais. Após o fim da revista, alguns deles foram revelados, a saber: o então jogador de futebol Vampeta afirmou que seu cachê foi de 80 mil reais, ao passo que o cantor Latino revelou em entrevistas que ganhou 200 mil reais pelo trabalho. O ator Alexandre Frota recebeu R$ 300 mil pela edição na qual aparece em cenas íntimas com outros homens. O jogador Dinei recebeu R$90 mil por sua edição. Em entrevista ao site Terra, o ex-participante do Big Brother Brasil 1, Kleber Bambam, revelou que seu cachê foi de R$80 mil. O ator Rodrigo Phavanello revelou que conseguiu comprar um apartamento com o seu cachê e que nunca em sua carreira artística tinha ganhado um valor tão alto por um trabalho.
Embora não tenha aceitado aparecer na revista, o ator Iran Malfitano disse que recusou um cachê de cerca de R$ 70 mil por considerá-lo baixo. O cantor Rodriguinho recebeu uma proposta de cerca de 100 mil reais na época, mas recusou a pedido de sua empresária.  Alguns veículos de imprensa revelaram que os cachês variavam entre R$ 10 mil e R$ 40 mil por volta de 2008.

### Experiência dos modelos e artistas
Ao longo dos anos, a experiência de se despir para a revista tem despertado diferentes reações entre os famosos. Embora alguns tenham visto a oportunidade como uma forma de explorar sua imagem e expandir sua visibilidade, outros expressaram desconforto e até mesmo arrependimento após a publicação. O cantor Latino admitiu que se arrependeu e que só aceitou fazer o ensaio, porque precisava do dinheiro. O ator Nico Puig afirmou que ter posado pelado não trouxe reflexos negativos para sua vida. O ex-goleiro Roger, revelou em entrevista que apesar da controvérsia ter feito com que ele precisasse deixar a equipe do São Paulo Futebol Clube por um período de três meses para não ser afastado por indisciplina pelo técnico Paulo César Carpegiani, a experiência valeu a pena. Ele disse: "Eu recebi apoio de vários segmentos. Acho que essas coisas são boas de acontecer, porque mostram o preconceito contra o homem posando nu. Para mulheres é diferente. E o mundo busca tanto essa igualdade entre homens e mulheres". Já o jogador Túlio Maravilha afirmou que o trabalho não acrescentou nada em sua carreira, e nem diminui, ele revelou que "Foi um trabalho que apareceu, surgiu a curiosidade e passou”. O ator Rodrigo Phavanello revelou não ter se arrependido, "Eu não me arrependi de nada. Pagaram bem legal, foi o que me bancou na transição da música para a atuação", disse.
Oswaldo Lot, ex-"Tiozinho" do Programa H (exibido na Band nos anos 90 e apresentado por Luciano Huck), solicitou, por meio de um procurador, que sites gays não reproduzissem seu ensaio nu para a revista, alegando ter passado por uma situação constrangedora que teria ferido sua moral, honra e reputação. Em entrevista à apresentadora Marília Gabriela o ator Mateus Carrieri disse ter se arrependido de ter aparecido na revista, "Esse foi um trabalho de que me arrependo muito. Foi o maior equívoco", revelou. No entanto, o artista mudou de opinião anos depois, "Não me arrependo. Não sei até que ponto isso prejudicou a minha carreira. Ajudar, não ajudou em nada. Em alguns momentos, eu devo ter sido preterido ou boicotado em algum trabalho por conta disso. Alguns colegas torceram o nariz. Colegas que depois ligaram lá para a redação da revista pedindo para fazer”.
As fotos do jogador Vampeta deram origem ao chamado vampetaço, uma forma de trolling e cancelamento usada como protesto contra figuras públicas que publicam algo considerado desagradável nas redes sociais, especialmente no Twitter. Vampeta, no entanto, declarou não se incomodar com o fenômeno, chegando a elogiá-lo em entrevista. O "vampetaço" funciona como uma estratégia dos internautas para se protegerem de críticas ao Brasil. Por outro lado, o sociólogo Rodrigo França considera o fenômeno uma forma de “coisificação ou desumanização da pessoa negra”, valorizada apenas por atributos físicos ou sexuais.

### Fim da revista
A publicação impressa entrou em crise em 2008, quando foi vendida para outra empresa, a norte-americana Ultra Friends International,  e desde essa época seguiu em declínio até junho de 2013, quando saiu de circulação.

### Retorno em formato digital
No final de 2024, a empresa Jetix, de Rodrigo Ipólito, adquiriu a marca G Magazine e também outras marcas extintas, como a Chiques & Famosos, por meio de caducidade. A Jetix planeja relançar a marca em julho de 2025 como uma revista digital gratuita com conteúdo jornalístico e ensaios sensuais com um toque mais sofisticado. Além do jornalismo e dos ensaios, o projeto conta com outras estratégias, como o licenciamento de marcas, criação de uma plataforma de publicidade contextual e o lançamento de uma linha de cosméticos, com a possibilidade de abertura de lojas físicas. 

## Histórico de capas
Histórico de modelos que foram capas da revista desde o início.

### 1997
| Edição                   | Capa                       | Mês                      | Notas                                      |
| como Bananaloca Magazine | como Bananaloca Magazine   | como Bananaloca Magazine | como Bananaloca Magazine                   |
| ------------------------ | -------------------------- | ------------------------ | ------------------------------------------ |
| 001                      | Anderson Di Rizzi (Dânder) | Maio                     | Ator / Modelo                              |
| 002                      | Mauro Borges               | Junho                    | DJ                                         |
| 003                      | Mauricio Gimenes           | Julho                    | Ator / Modelo                              |
| 004                      | Leandro Seguro             | Agosto                   | Modelo / Elenco do Domingo Legal           |
| 005                      | Régis Molina               | Setembro                 | Modelo                                     |
| como G Magazine          |                            |                          |                                            |
| 001                      | Vítor Xavier               | Outubro                  | Modelo / Participante do Programa Raul Gil |
| 002                      | Alex Rivera                | Novembro                 | Ator / dançarino / coreografo              |
| 003                      | Marcelo Santos             | Dezembro                 | Go-Go Boy                                  |

### 1998
| Edição | Capa                                                                                        | Mês       | Notas                                                                   |
| ------ | ------------------------------------------------------------------------------------------- | --------- | ----------------------------------------------------------------------- |
| 004    | Bismark Corrêa                                                                              | Janeiro   | Modelo / stripper                                                       |
| 005    | Marcos Oliver                                                                               | Fevereiro | Ator pornográfico / Participante de A Fazenda 6                         |
| 006    | Hudson & Hira                                                                               | Março     | Dançarinos da banda Carrapicho                                          |
| 007    | Lucas Palhares                                                                              | Abril     | Go-Go Boy                                                               |
| 008    | Mauro Borges                                                                                | Maio      | DJ                                                                      |
| 009    | Tom                                                                                         | Junho     | Dançarino no programa Companhia do Pagode                               |
| 010    | Sandro Zanata                                                                               | Julho     | Samurai / Stripper                                                      |
| 011    | Mateus Carrieri                                                                             | Agosto    | Ator / Participante da Casa dos Artistas / Participante de A Fazenda 12 |
| 012    | Gilson Machado                                                                              | Setembro  | Ator / Humorista no programa A Praça é Nossa                            |
| 013    | David Cardoso Jr.                                                                           | Outubro   | Ator                                                                    |
| 014    | Alex Sanches                                                                                | Novembro  | Dançarino no grupo Gera Samba                                           |
| 015    | Sexy Power Man: Bruno de Angelis, Ivan Olivieri, Julio Mari, Lucas Palhares e Sandro Zanata | Dezembro  | Go-Go Boys                                                              |

### 1999
| Edição | Capa               | Mês       | Notas                                                              |
| ------ | ------------------ | --------- | ------------------------------------------------------------------ |
| 016    | Vampeta            | Janeiro   | Jogador de futebol até então do time Corinthians                   |
| 017    | Dinei              | Fevereiro | Jogador de futebol até então do time Corinthians                   |
| 018    | Victor Wagner      | Março     | Ator                                                               |
| 019    | David Cardoso      | Abril     | Ator                                                               |
| 020    | You Can Dance      | Maio      | Dançarinos do Planeta Xuxa                                         |
| 021    | Rodrigo Phavanello | Junho     | Ator/ Integrante da boy band Dominó                                |
| 022    | Márcio Duarte      | Julho     | Cantor / Irmão gêmeo do também cantor Vavá                         |
| 023    | Nico Puig          | Agosto    | Ator                                                               |
| 024    | Roger Moreira      | Setembro  | Cantor da banda Ultraje a Rigor / Integrante do programa The Noite |
| 025    | Roger Noronha      | Outubro   | Goleiro do São Paulo e empréstimo do Vitória                       |
| 026    | Oswaldo Lot        | Novembro  | Ator / Participante do "Concurso Tiozinho" no Programa H           |
| 027    | Beto Vasconcellos  | Dezembro  | Modelo / Cantor de funk carioca                                    |

### 2000
| Edição | Capa              | Mês       | Notas                                                             |
| ------ | ----------------- | --------- | ----------------------------------------------------------------- |
| 028    | Robson Caetano    | Janeiro   | Atleta de Atletismo e participante da A Fazenda 7                 |
| 029    | Alessander Lenzi  | Fevereiro | Atleta de Jet Ski                                                 |
| 030    | Rubens Caribé     | Março     | Ator                                                              |
| 031    | Flávio Maciel     | Abril     | Modelo / Integrante do programa O+ e Superpositivo                |
| 032    | Créo Kellab       | Maio      | Ator                                                              |
| 033    | Marcelo Picchi    | Junho     | Ator                                                              |
| 034    | Latino            | Julho     | Cantor                                                            |
| 035    | Esnar Ribeiro     | Agosto    | Comentarista esportivo / Apresentador do programa Geração Country |
| 036    | Mateus Carrieri   | Setembro  | Ator / Participante da Casa dos Artistas                          |
| 037    | Márcio Aguiar     | Outubro   | Dançarino da cantora Carla Perez                                  |
| 038    | Ricardo Feitoza   | Novembro  | Modelo                                                            |
| 039    | Warren Cuccurullo | Dezembro  | Guitarrista estadunidense da banda Duran Duran                    |

### 2001
| Edição | Capa               | Mês       | Notas |
| ------ | ------------------ | --------- | --- |
| 040    | Thiago Toqueton    | Janeiro   | Participante do programa No Limite 1                                                                                  |
| 041    | Wander Rodrigues   | Fevereiro | Fotógrafo |
| 042    | Rodrigo Phavanello | Março     | Ator / Integrante da boy band Dominó                                                                                  |
| 043    | Fabinho            | Abril     | Ex-integrante do grupo Muleke Travesso que atualmente é Os Travessos                                                  |
| 044    | Reinaldo           | Maio      | Cantor do grupo Terra Samba                                                                                           |
| 045    | Henrique Alba      | Junho     | Modelo / Nadador / Irmão do ator Juan Alba                                                                            |
| 046    | Luís Barra         | Julho     | Lutador de Caratê |
| 047    | Rafael Vanucci     | Agosto    | Cantor / Filho da cantora Vanusa e do produtor de TV Augusto Vannucci Vencedor da segunda edição da Casa dos Artistas |
| 048    | Felipe & Fernando  | Setembro  | Modelos gêmeos |
| 049    | Alexandre Frota    | Outubro   | Ator / Participante da Casa dos Artistas                                                                              |
| 050    | Théo Becker        | Novembro  | Ator / Integrante do programa Planeta Xuxa / Participante da A Fazenda 1                                              |
| 051    | Wilson Ribeiro     | Dezembro  | Modelo / Integrante do programa Noite Afora                                                                           |

### 2002
| Edição | Capa             | Mês       | Notas                                                              |
| ------ | ---------------- | --------- | ------------------------------------------------------------------ |
| 052    | Tadeu Fracari    | Janeiro   | Modelo                                                             |
| 053    | Marcelo de Paula | Fevereiro | Ex-garoto propaganda da Johnson & Johnson em 1969                  |
| 054    | Conrado          | Março     | Cantor / Ator / Participante do Power Couple e A Fazenda           |
| 055    | Renato Vianna    | Abril     | Integrante do programa Planeta Xuxa                                |
| 056    | Enrico           | Maio      | Cantor da banda Twister                                            |
| 057    | Marcus Deminco   | Junho     | Dançarino no trio elétrico de Margareth Menezes / Personal trainer |
| 058    | Bruno Carvalho   | Julho     | Jogador de futebol até então do time Flamengo                      |
| 059    | Miguel Kelner    | Agosto    | Ator                                                               |
| 060    | Rogério Rolim    | Setembro  | Modelo                                                             |
| 061    | Júlio Escaleira  | Outubro   | Modelo                                                             |
| 062    | Cláudio Farias   | Novembro  | Ex-noivo da cantora Gretchen                                       |
| 063    | Thales Fracari   | Dezembro  | Irmão do modelo Tadeu Fracari (edição 052)                         |

### 2003
| Edição | Capa               | Mês       | Notas                                                                    |
| ------ | ------------------ | --------- | ------------------------------------------------------------------------ |
| 064    | Alexandre Frota    | Janeiro   | Ator / Participante da Casa dos Artistas                                 |
| 065    | Márcio Aguiar      | Fevereiro | Dançarino da cantora Carla Perez                                         |
| 066    | Caio Cortez        | Março     | Modelo / Professor de educação física                                    |
| 067    | Marco Mastronelli  | Abril     | Ator / Modelo / Participante da Casa dos Artistas                        |
| 068    | Caetano Zonaro     | Maio      | Participante do Big Brother Brasil 1                                     |
| 069    | Rafael Gonzalez    | Junho     | Participante do Acorrentados                                             |
| 070    | Julian Righetto    | Julho     | Participante do O Conquistador do Fim do Mundo                           |
| 071    | Willians Alexandre | Agosto    | Ator do seriado Turma do Gueto                                           |
| 072    | Rafael Alencar     | Setembro  | Ator pornográfico                                                        |
| 073    | Marcelo Mathias    | Outubro   | Participante da Casa dos Artistas                                        |
| 074    | Aldo Freitas       | Novembro  | Garoto Fitness 2003                                                      |
| 075    | Túlio Maravilha    | Dezembro  | Jogador de futebol até então do time Tupy / Participante da Power Couple |

### 2004
| Edição | Capa                    | Mês       | Notas                                                           |
| ------ | ----------------------- | --------- | --------------------------------------------------------------- |
| 076    | Klaus Hee               | Janeiro   | Integrante do programa Passa ou Repassa / Integrante do Dominó  |
| 077    | Fábio Meirelles         | Fevereiro | Participante do No Limite 3                                     |
| 078    | Marcelo Jakybales       | Março     | Personagem "Homem Bambu" no programa Pânico na TV               |
| 079    | Robinson Rodrigues      | Abril     | Beisebolista                                                    |
| 080    | Rogério Dragone         | Maio      | Participante do Big Brother Brasil 4                            |
| 081    | Alan Nigga              | Junho     | Participante do Big Brother Brasil 3                            |
| 082    | Leandro Marinho         | Julho     | Modelo / Participante da Casa dos Artistas                      |
| 083    | Dimas Caetano           | Agosto    | Garoto Fitness 2004                                             |
| 084    | Alexandre Frota         | Setembro  | Ator / Participante da Casa dos Artistas                        |
| 085    | Mateus e Kaíke Carrieri | Outubro   | Pai (Ator / Participante da Casa dos Artistas) e filho (modelo) |
| 086    | Evandro Silveira        | Novembro  | Ex-policial civil do GOE de São Paulo                           |
| 087    | Marco Baby              | Dezembro  | Locutor de rádio                                                |

### 2005
| Edição | Capa                 | Mês       | Notas                                         |
| ------ | -------------------- | --------- | --------------------------------------------- |
| 088    | Thiago Lira          | Janeiro   | Participante do Big Brother Brasil 4          |
| 089    | Alexandre Gaúcho     | Fevereiro | Jogador de futebol até então do time Amazonas |
| 090    | Walther Verve        | Março     | Ator / Poeta                                  |
| 091    | Júlio Capeletti      | Abril     | Modelo                                        |
| 092    | Alê Mañas            | Maio      | Participante da Casa dos Artistas             |
| 093    | Alecsandro Massafera | Junho     | Irmão de Grazi Massafera                      |
| 094    | Daniboy              | Julho     | Cantor de funk carioca                        |
| 095    | Fabiano Borges       | Agosto    | Goleiro                                       |
| 096    | Victor Wagner        | Setembro  | Ator                                          |
| 097    | Bruno Corner         | Outubro   | Muso do Mensalão                              |
| 098    | André Rocha          | Novembro  | Modelo / DJ                                   |
| 099    | Edílson Buba         | Dezembro  | Participante do Big Brother Brasil 4          |

### 2006
| Edição | Capa                              | Mês       | Notas                                                          |
| ------ | --------------------------------- | --------- | -------------------------------------------------------------- |
| 100    | Alexandre Frota e Mateus Carrieri | Janeiro   | Atores                                                         |
| 101    | Leandro Becker                    | Fevereiro | DJ                                                             |
| 102    | Diogo Paris                       | Março     | Sobrinho de Scheila Carvalho / Ex-jogador de futebol / Modelo  |
| 103    | Ricardo Villani                   | Abril     | Modelo                                                         |
| 104    | Gustavo Russi                     | Maio      | Dançarino no programa Tchakabum                                |
| 105    | Carlão                            | Junho     | Participante do Big Brother Brasil 6                           |
| 106    | Rogério Miranda                   | Julho     | Modelo                                                         |
| 107    | Gustavo Moraes                    | Agosto    | Ex-paquito ("Romântico") / Participante da A Fazenda 5         |
| 108    | Dandan                            | Setembro  | Participante do Big Brother Brasil 6                           |
| 109    | Bruno Canaan                      | Outubro   | Modelo / Campeão do reality show Jogo da Sedução               |
| 110    | Eric Lobão                        | Novembro  | Ex-comissário de bordo da Varig                                |
| 111    | Klaus Hee                         | Dezembro  | Integrante do programa Passa ou Repassa / Integrante do Dominó |

### 2007
| Edição | Capa                                                 | Mês       | Notas                                                                   |
| ------ | ---------------------------------------------------- | --------- | ----------------------------------------------------------------------- |
| 112    | Kleber Bambam                                        | Janeiro   | Campeão do Big Brother Brasil 1 / Participante do Big Brother Brasil 13 |
| 113    | Iran Gomes                                           | Fevereiro | Participante do Big Brother Brasil 6                                    |
| 114    | Bira & Caio                                          | Março     | Campeões do concurso "Motoboy Top Model"                                |
| 115    | David Cardoso Jr                                     | Abril     | Ator                                                                    |
| 116    | Rodrigo Carvalho                                     | Maio      | Modelo / Participante do Big Brother Brasil 11                          |
| 117    | Trigêmeos Spezze especial: Emilio, Leandro e Ricardo | Junho     | Eletrotécnicos                                                          |
| 118    | Matheus Ohana                                        | Julho     | Fotógrafo Paparazzo                                                     |
| 119    | Coy Cosendey                                         | Agosto    | Dublê                                                                   |
| 120    | Rafael Córdova                                       | Setembro  | Goleiro                                                                 |
| 121    | Filipe Iecker                                        | Outubro   | Modelo                                                                  |
| 122    | Alexandre Albertoni                                  | Novembro  | Integrante da boy band Dominó / Modelo                                  |
| 123    | Wagner Limeira                                       | Dezembro  | Jogador de futebol                                                      |

### 2008
| Edição | Capa                                                                                                | Mês       | Notas                                                  |
| ------ | --------------------------------------------------------------------------------------------------- | --------- | ------------------------------------------------------ |
| 124    | Lucas Pugliessa                                                                                     | Janeiro   | Modelo sósia do jogador de futebol Kaká                |
| 125    | Claudio Andrade                                                                                     | Fevereiro | Ator                                                   |
| 126    | Daniel Coelho                                                                                       | Março     | Modelo                                                 |
| 127    | André Morais                                                                                        | Abril     | Ator pornográfico                                      |
| 128    | Donato Spigariol                                                                                    | Maio      | Go-Go Boy                                              |
| 129    | Dan Smith                                                                                           | Junho     | Modelo                                                 |
| 130    | Raphael Silva                                                                                       | Julho     | Modelo                                                 |
| 131    | Gustavo Moretto                                                                                     | Agosto    | Modelo de Pintura Corporal, produzido por W. Veríssimo |
| 132    | Ismael Furtado e Rodrigo Carvalho                                                                   | Setembro  | Modelos                                                |
| 133    | Maicon Araújo                                                                                       | Outubro   | Mister Gay Floripa 2008                                |
| 134    | Richardson Ferreira                                                                                 | Novembro  | Ator do programa Zorra Total                           |
| 135    | Sticky & Sweet Tour especial: Kayo Felipe, Márcio Blade, Ricardo Stundenroth e Vinícius de Oliveira | Dezembro  | Modelos (Vinícius foi Mister Rio Grande do Sul 2008)   |

### 2009
| Edição | Capa                       | Mês       | Notas                                                         |
| ------ | -------------------------- | --------- | ------------------------------------------------------------- |
| 136    | Felipe Sacilotti           | Janeiro   | Modelo                                                        |
| 137    | Raga Junior                | Fevereiro | Modelo                                                        |
| 138    | Samuel Finkler             | Março     | Modelo                                                        |
| 139    | Ricardo Villani            | Abril     | Modelo                                                        |
| 140    | Tony Salles                | Maio      | Vocalista do grupo Parangolé                                  |
| 141    | Bruno Canaan               | Junho     | Modelo / Campeão do reality show Jogo da Sedução              |
| 142    | Rafael Caumo               | Julho     | Modelo                                                        |
| 143    | Dorian, Reginaldo e Dennis | Agosto    | Dançarinos da banda Calcinha Preta                            |
| 144    | Fernando Balcevicz         | Setembro  | Modelo                                                        |
| 145    | Anderson Soares            | Outubro   | Mister Gay Rio de Janeiro 2009                                |
| 146    | Marcos Seya                | Novembro  | Go Go Boy / Participante da "Piscina Maluca" do Domingo Legal |
| 147    | Adriano Morais             | Dezembro  | Modelo / Go-Go Boy                                            |

### 2010
| Edição | Capa                                                                                          | Mês      | Notas                                                                       |
| ------ | --------------------------------------------------------------------------------------------- | -------- | --------------------------------------------------------------------------- |
| 148    | Kayo Felipe                                                                                   | Janeiro  |                                                                             |
| 149    | Super heróis especial: Igor Chafim, Marcelo Brandão e Steve Rogers                            | Março    | Go-Go Boys                                                                  |
| 150    | Dicesar "Dimmy Kieer" especial: Diego e Dirceu Duarte                                         | Maio     | Modelos gêmeos                                                              |
| 151    | Sérginho Orgastic especial: Paulo Henrique, Carlos Branco, Marcelo Medina e Niccolas de Lucca | Junho    | Modelos                                                                     |
| 152    | Marcelo Racanely                                                                              | Setembro | Garoto Charme do Programa Silvio Santos                                     |
| 153    | Lucas Barreto                                                                                 | Outubro  | Participante do reality Show Fazenda de Verão / Modelo                      |
| 154    | Rafael Cardoso                                                                                | Novembro | Modelo ("Gato de Botas" do programa Eliana) / Garoto Fitness São Paulo 2010 |
| 155    | Thiago Queiroz                                                                                | Dezembro | Modelo                                                                      |

### 2011
| Edição | Capa                                                             | Mês       | Notas                                          |
| ------ | ---------------------------------------------------------------- | --------- | ---------------------------------------------- |
| 156    | Bruno de Cursino                                                 | Janeiro   | Modelo ("Bombeiro" do programa Eliana)         |
| 157    | Rodrigo Carvalho                                                 | Fevereiro | Modelo / Participante do Big Brother Brasil 11 |
| 158    | André Vidal                                                      | Abril     | Modelo                                         |
| 159    | Alan Esteves                                                     | Maio      | Modelo / Go-Go Boy                             |
| 161    | Trilogia do Prazer: Eduardo Correa, Everton Gaeta e Marlon Sales | Julho     | Go-Go Boys                                     |
| 160    | Evandro Belucco                                                  | Agosto    | Modelo / Garoto Fitness Santos 2011            |
| 162    | Junior Moreno                                                    | Setembro  | Fitness Model 2011                             |
| 163    | Maik Martins                                                     | Outubro   | Go-Go Boy                                      |
| 164    | Thiago Zanini                                                    | Novembro  | Go-Go Boy                                      |
| 165    | Kaue Castro                                                      | Dezembro  | Modelo                                         |

### 2012
| Edição | Capa                                                                                    | Mês       | Notas                                               |
| ------ | --------------------------------------------------------------------------------------- | --------- | --------------------------------------------------- |
| 166    | Niccolas de Lucca                                                                       | Fevereiro | Modelo                                              |
| 167    | Matheus Mazzafera                                                                       | Março     | Estilista                                           |
| 168    | The Week especial: Diego Veiga, Lukas Rodrigues, Marlon Santana e Peter Petry           | Abril     | Modelos                                             |
| 169    | Lukas Rodrigues                                                                         | Junho     | Modelo                                              |
| 170    | Haus of Gogo: Vinícius Guervich, Paulo Fragoso, Fábio Dias, Patrick Miller e Kaká Rocha | Julho     | Go-Go Boys                                          |
| 171    | Michael dos Santos                                                                      | Setembro  | Atleta                                              |
| 172    | Bruno Camargo                                                                           | Novembro  | Vencedor do primeiro Concurso Nacional de Strippers |
| 173    | Den Wok                                                                                 | Dezembro  | Modelo russo                                        |

### 2013
| Edição | Capa             | Mês       | Notas                      |
| ------ | ---------------- | --------- | -------------------------- |
| 174    | Rodrigo Mendonça | Fevereiro | Mister Santa Catarina 2012 |
| 175    | Stephane Haffner | Abril     | Ginasta / Modelo           |
| 176    | Sergey Henir     | Junho     | Modelo                     |